# Catherine Hill Bay
Catherine Hill Bay är en del av en befolkad plats i Australien. Den ligger i kommunen Lake Macquarie Shire och delstaten New South Wales, i den sydöstra delen av landet, omkring 86 kilometer nordost om delstatshuvudstaden Sydney. Antalet invånare är 155.
Närmaste större samhälle är Rathmines, omkring 15 kilometer norr om Catherine Hill Bay. Genomsnittlig årsnederbörd är 1 393 millimeter. Den regnigaste månaden är februari, med i genomsnitt 222 mm nederbörd, och den torraste är juli, med 42 mm nederbörd.